# Rehainviller
Rehainviller ist eine französische Gemeinde mit 1.053 Einwohnern (Stand: 1. Januar 2022) im Département Meurthe-et-Moselle in der Region Grand Est (vor 2016: Lothringen). Sie gehört zum Arrondissement Lunéville und zum Kanton Lunéville-2 (bis 2015: Kanton Gerbéviller).

## Geografie
Rehainviller liegt etwa drei Kilometer südwestlich des Stadtzentrums von Lunéville an der Meurthe. Nachbargemeinden von Rehainviller sind Vitrimont im Nordwesten und Norden, Lunéville im Norden und Nordosten, Hériménil im Osten, Xermaménil im Süden sowie Mont-sur-Meurthe im Westen und Südwesten.

## Bevölkerungsentwicklung
| Jahr                       | 1962 | 1968 | 1975 | 1982 | 1990 | 1999 | 2006 | 2019 |
| Einwohner                  | 620  | 565  | 499  | 774  | 886  | 881  | 840  | 1048 |
| Quellen: Cassini und INSEE |      |      |      |      |      |      |      |      |

## Sehenswürdigkeiten
- Kirche Notre-Dame-de-l'Assomption, 1918 wiedererrichtet
- Schloss Adoménil mit Kapelle

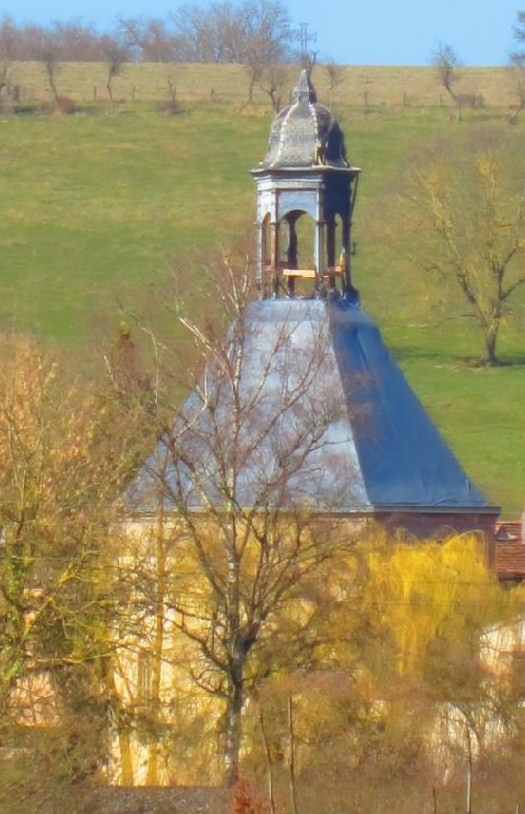
Schlosskapelle